# 公士
公士，爵位名。秦、汉二十等爵的第一级。
商鞅规定：秦国的士兵在战斗中斩获敌人‘甲士’（军官）一个首级，就可以获得第一级爵位公士、田一顷、宅一处和仆人一个。斩杀的首级越多，获得的爵位就越高。